# Lambeosaurini
Tribu
Les Lambeosaurini (auparavant connus sous le nom de Corythosaurini), forment une tribu éteinte de dinosaures ornithopodes de la famille des Hadrosauridae et de la sous-famille des Lambeosaurinae. Ils ont vécu en Amérique du Nord et en Asie (Sibérie et Chine) à la fin du Crétacé supérieur (Campanien et Maastrichtien), soit il y a environ entre 70 et 66 Ma (millions d'années), juste avant l'extinction massive de la fin du Crétacé il y a 66 Ma (millions d'années). 

## Liste des genres placés dans la tribu (janvier 2016)
- Corythosaurus
- Hypacrosaurus
- Lambeosaurus
- Magnapaulia
- Nipponosaurus - presqu'île de Sakhaline
- Olorotitan
- Sahaliyania
- Velafrons

Cette tribu peut aussi contenir :
- Angulomastacator
- Amurosaurus